# Station Ronchamp
Station Ronchamp is een spoorwegstation in de Franse gemeente Ronchamp.